# Повзик Марко Власович
Марко Власович Повзик (5 травня 1907, хутір Жаби Миргородського повіту Полтавської губернії, тепер знятий з обліку населений пункт Миргородського району Полтавської області — ?) — український радянський діяч, 2-й секретар Закарпатського обласного комітету КПУ. Депутат Верховної Ради УРСР 4—5-го скликань.

## Життєпис
З листопада 1932 року служив у Червоній армії.
Член ВКП(б) з 1938 року.
З березня по грудень 1945 року працював завідувачем сектору Управління кадрів ЦК КП(б)У в Києві.
У грудні 1945 (офіційно з 5 січня 1946) — вересні 1952 року — секретар Закарпатського обласного комітету КП(б)У по кадрах.
У вересні 1952 — грудні 1959 року — 2-й секретар Закарпатського обласного комітету КПУ.
З грудня 1959 до жовтня 1965 року — заступник голови Ради народного господарства (раднаргоспу) Харківського економічного адміністративного району.
Подальша доля невідома.

## Звання
- старший політрук

## Нагороди
- орден Леніна (26.02.1958)
- орден Трудового Червоного Прапора (23.01.1948)
- медалі